# I (Kiss)
I è il secondo singolo estratto dall'album dei Kiss, Music from "The Elder", pubblicato nel 1981.

## Il brano
Il singolo raggiunse la migliore posizione in Australia, terra da sempre favorevole alla band, dove raggiunse la posizione 24, mentre in molti altri paesi non entrò in classifica, visto lo scarso entusiasmo che Music from "The Elder" aveva suscitato. Scritto da Gene Simmons e Bob Ezrin, produttore dell'album, il brano vede alternarsi le voci soliste di Simmons e Paul Stanley, il che lo rende il brano dell'album più vicino allo stile classico dei Kiss. La canzone non è mai stata suonata interamente dal vivo, ma solo parzialmente e solo per esplicita richiesta dei fan nel 2004, durante il Rock the Nation Tour e nel 2011 in versione unplugged durante uno show nelle Kiss Kruise insieme a Just A Boy e Mr. Blackwell, altri brani dello stesso album.

## Tracce
- Lato A: I
- Lato B: The Oath

## Formazione
- Gene Simmons - voce, basso
- Paul Stanley - voce, chitarra ritmica, chitarra solista in The Oath[2]
- Ace Frehley - chitarra ritmica

### Collaboratori
- Alan Schwatzenberg - batteria[2]